# 귈하네 칙령
귈하네 칙령(튀르키예어: Gülhane Hatt-ı Şerif)은 1839년 오스만 제국의 술탄 압둘마지드 1세가 공표한 것으로서 탄지마트 개혁에 따른 조치였다.
칙령은 개혁주의자였던 코카 무스타파 레시드 파샤가 공표한 것으로서 지즈야를 비롯한 세금 폐지와 징병제 개정과 종교 평등의 내용을 담았다. 칙령의 목적은 전체 제국을 근대화하고 군사 사회적으로 유럽 강대국과 경쟁하기 위함이었다. 제국 전체 중에서도 특히 오스만 제국의 유럽 지역에 공표되길 바라는 사람들이 많았으며 이는 기독교인들이 상당히 많았기 때문이다.

## 같이 보기
- 탄지마트

## 참고 문헌
- Incorporates text from History of Ottoman Turks (1878)
- Edward Shepherd Creasy, History of Ottoman Turks; From the beginning of their empire to the present time, 2 vols., London, Richard Bentley (1854-6); (1878); Beirut, Khayats (1961).